# Kufi

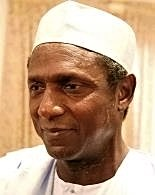
O falecido presidente Umaru Yar'Adua da Nigéria, um chefe do emirado Fula de Katsina, usando um kufi estilo coroa.

Um kufi é um boné sem aba, curto e arredondado usado por homens em muitas populações no norte da África, leste da África, oeste da África e sul da Ásia. Também é usado por homens em toda a diáspora africana. Comumente chamado de "topi" ou "tupi" no subcontinente indiano.

## Uso africano e afro-americano
Na África Ocidental, o gorro kufi é o chapéu tradicional dos homens e faz parte do traje nacional da maioria dos países da região. É usado por muçulmanos e cristãos africanos. Muitos avôs e outros homens mais velhos usam um kufi todos os dias para simbolizar seu status como anciãos sábios, pessoas religiosas ou patriarcas familiares.
Nos Estados Unidos, tornou-se identificador de pessoas de herança da África Ocidental, que o usam para mostrar orgulho de sua cultura, história e religião (seja cristianismo, islamismo ou religiões tradicionais africanas). Muitas vezes, é feito de tecido kente, tecido africano bogolan, tricotado ou crochetado em uma variedade de fios.
Kufis estilo coroa são o acessório de cabeça tradicional usado com traje formal da África Ocidental (ver Dashiki). Um terno dashiki formal sempre incluirá um kufi estilo coroa, enquanto o estilo de malha é mais apropriado para ocasiões não formais. Outros acessórios de cabeça usados com o dashiki, kaftan senegalês e grand boubou incluem:
- O Filá, da Nigéria
- O Fez, um gorro de lã com caule do norte da África, também chamado de tarboush
- O Abeti-aja, um chapéu iorubá triangular, cujo nome significa "como as orelhas de um cachorro", da Nigéria
- O kufi estilo coroa é o mais comum.

Atualmente, nos Estados Unidos, muitos afro-americanos usam o kufi durante casamentos, funerais, formaturas e celebrações do Kwanzaa. Além disso, descendentes de pessoas da África Ocidental de todas as fés usam o kufi, embora seja mais associado a membros da fé islâmica.
Um rei ou chefe tribal da África Ocidental pode ter armas reais ou nobres bordadas no kufi (ver Heráldica na África Subsaariana). Tradicionalmente, quando usado pelos homens, o kufi é um sinal de paz, luto, renovação ou proteção da mente.
Para os membros da fé cristã, o kufi é unissex e também é usado por mulheres. Os estilos de crochê e tricô são preferidos para meninas e bebês.

## Etimologia
Na língua iorubá, Ade significa coroa e fila significa boné. A cidade de Kufi está localizada na Yorubaland perto de Ibadã,  capital do estado de Oió, na Nigéria. Outros nomes da África Ocidental incluem fula, fila e malo hat. Este boné é chamado de kofia na língua suaíli, da África Oriental (consulte o verbete kanzu para obter mais informações). Nos Estados Unidos, o nome da África Ocidental, kufi, é mais comumente usado.

## Uso internacional

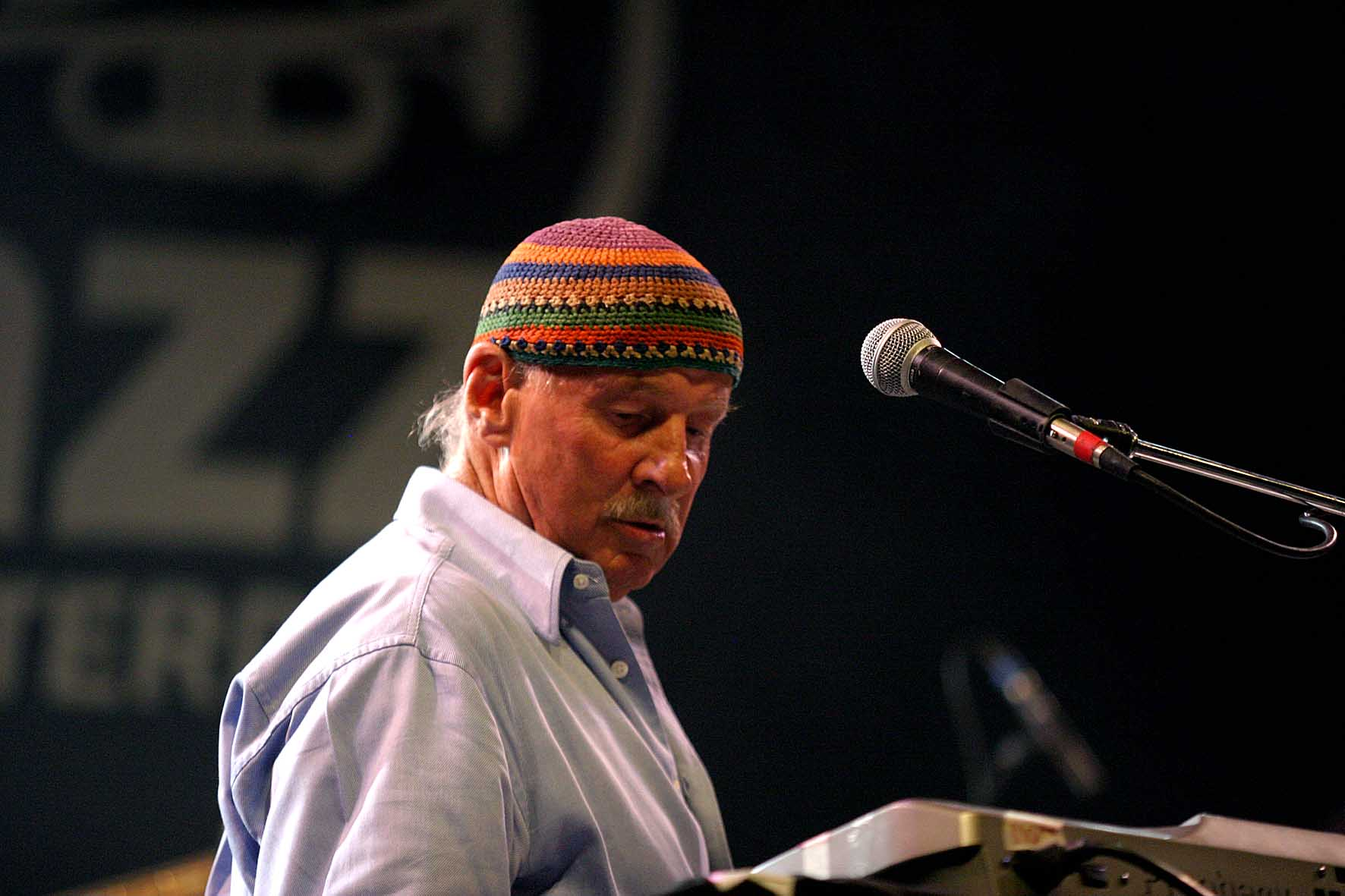
Joe Zawinul usando um kufi.

O vocalista e tecladista da Weather Report, Joe Zawinul, há muito tempo usava um kufi, tanto no palco com a banda quanto fora dele, em sua vida privada/pessoal. Ele também é conhecido por ter mudado vários modelos de kufi ao longo do tempo, como mostrado nas apresentações ao vivo do Weather Report dos anos 1970 e 1980.
Kufis foram usados por dançarinos no videoclipe All the Stars, do artista Kendrick Lamar, de 2018.